# Jean Van Zele
Jean Pierre Ghislain Van Zele, né le 28 mars 1846 à Boekhoute et décédé le 3 juillet 1930 à Mont-Saint-Amand fut un homme politique libéral belge.
Van Zele fut propriétaire foncier; il fut élu échevin et bourgmestre de Boekhoute; sénateur de l'arrondissement Gand-Eeklo.

## Sources
- Liberaal Archief